# Уяр (Краснотуранский район)
Уяр — деревня в Краснотуранском районе Красноярского края. Входит в Беллыкский сельсовет.
Расположена на реке Уяр (приток Беллыка) в 36 км к северо-северо-западу от Краснотуранска и в 185 км к юго-западу от Красноярска.
Рядом с деревней проходит автодорога, ведущая на юг в Беллык и Абакан (также на Краснотуранск, Курагино), и на север — в Анаш и к паромной переправе через Енисей (на Новосёлово, к автодороге «Енисей»).
| 2010 |
| ---- |
| 118  |

## История
Деревня основана 2 декабря 1896 года переселенцами из Гомельской, Могилёвской и Минской губерний. Деревня расположена между гор, как в яру — отсюда и название деревни.
Сначала люди жили в землянках, со временем стали строить дома из лиственницы. Первый бревенчатый дом в деревне построили Подрядчикову Елиферию Анкудиновичу. Уже в начале XX века в деревне стояло 130 домов. Люди жили общиной, но в 1912 году многие вышли на отдельные хутора.
В 1904 г. была построена первая школа и церковь. В 1930 г. школа сгорела, молебный дом был перестроен в школу. Школа вмещала более 240 учеников.
Во время гражданской войны здесь проходили отряды белогвардейцев и красноармейцев. После окончания гражданской войны началось раскулачивание. В Уяре с 1929—1930 гг. в кулаки были зачислены люди, которые имели молотильные машины, скот: 3 КРС, 2 лошади, по десяти голов овец, 1—3 пчеломагазинов. Пашни до 8 га, сенокоса до 4 га. Налоги платили добросовестно, наёмных рабочих не имели.
В 1930 г. образовалась коммуна, председателем был Закатов Емельян. Но вскоре она распалась из-за безграмотности и недисциплинированности руководителя. В 1934 г. образовался колхоз «Красный Горняк», председателем был избран Копычев Василий Денисович. Это был очень грамотный и умный человек, обладающий огромной силой убеждения. Именно ему уярцы поверили и стали вступать один за другим в колхоз. Он вёл хозяйство разумно и грамотно, отстаивал права колхозников перед районным начальством, всячески старался поощрять передовиков колхоза. Первого председателя колхоза Копычева В. Д. помнят и по сей день и вспоминают его добрым словом.
В 1941 г. стали уходить один за другим на фронт уярские парни и мужики. 108 уярцев не вернулись в село.
В период с 1960-х по 1980-е годы Уяр богател и процветал: строились дома, фермы, увеличивалось поголовье скота, овец. В 1968 году был построен клуб. В начале 1970-х годов в селе был установлен памятник погибшим войнам. Деревня в середине 1970-х и начале 1980-х годов занимала первые места по надоям, по выходу ягнят и по привесу молодняка. В середине 1980-х годов была построена гусиная ферма, в начале 1990-х — звероферма.
Особенно расцвело село при Шутове Фёдоре Митрофановиче — последнем председателе колхоза «Красный горняк», после реорганизации колхоза ставшем управляющим фермы № 2 Беллыкского совхоза. Повышалась зарплата рабочим, расширялась производство, распахивались новые земли, с совхоза бесплатно выделяли путёвки передовикам производства.
Со временем Беллыкский совхоз был преобразован в акционерное общество. Звероферма и овцеферма закрылись, число рабочих мест сократилось. Люди стали уезжать из Уяра. Численность учеников в школе стала уменьшаться, в начале 1990-х годов осталась лишь начальная школа, а в 2002 году школа закрылась. В деревне остались лишь коренные жители.